# Komparator

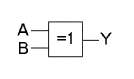
En digital komparator med XOR-grind

En operationsförstärkare kan fungera som en komparator

Komparator (från engelskans compare, "jämföra") är en elektronisk komponent eller kombination av komponenter för att utföra jämförande uppgifter. 
Digitala komparatorer kan byggas upp med hjälp av digitaltekniska grundkomponenter, till exempel XOR-grindar för att jämföra två binära tal. En typisk applikation är adressavkodare, där en enhet ansluten till en datorbuss blir aktiv bara när den aktuella adressen stämmer överens med den förinställda. Komparatorkretsar finns i utföranden som även anger ifall det ena talet är större eller mindre än det andra.
Vanligtvis byggs en analog komparator upp runt en operationsförstärkare eller liknande. Komparatorn kan till exempel jämföra vilken ström (spänning) som är störst eller när två signaler är lika. 
Det som skiljer en integrerad komparatorkrets från en operationsförstärkarkrets är främst snabbheten, att utgången hos en komparator vanligtvis är av open collector-typ (såsom till exempel LM339) vilket gör att den kan svinga med godtyckligt vald (positiv) utspänning samt att den i övrigt är mera gjord för att hantera omslag (läs skapa digitala utsignaler) medan operationsförstärkaren är optimerad för linjära (läs analoga) signaler, vilka normalt inte lämpar sig att driva digital elektronik.

## Komparator medels operationsförstärkare

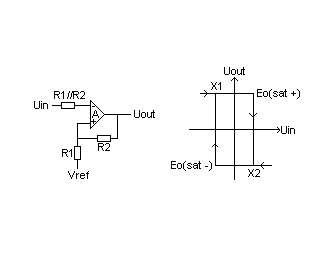
En operationsförstärkare kopplad som komparator med hysteres, schmittrigger

Bilden visar en operationsförstärkare kopplad som komparator, av typen schmittrigger. Just denna koppling genererar även en så kallad hysteres vilket är gynnsamt när inkommande signaler är långsamma eller brusiga (annars kan det hända att komparatorn ändrar tillstånd flera gånger). Omslagslägena är benämnda X1 och X2. Grafen visar alltså hur kretsen uppför sig kring Vref (och inte noll volt). Om
{\displaystyle \beta ={\frac {R_{1}}{R_{1}+R_{2}}}}
är 
{\displaystyle X_{1}=Vref-\beta Eo(sat+)\ }
och
{\displaystyle X_{2}=Vref+\beta Eo(sat-)\ }
där Eo(sat) betyder maximalt utgångssving hos operationsförstärkaren (sat är en engelsk förkortning och står för saturated dvs mättad, "bottnade" transistorer) vilket inte alltid varken är symmetriskt eller lika med matningsspänningen (läs rail-to-rail). Motståndet R1//R2 (parallellkopplat värde) är rekommenderat som kompensation för valfri operationsförstärkare (för att minimera offset då en del operationsförstärkare drar ingångsström).